# Perilipina
La perilipina es una proteína presente en adipocitos que forma una monocapa junto a la vimentina que rodea las gotas lipídicas de los adipocitos uniloculares o adipocitos de tejido adiposo blanco. 
La perilipina juega un importante papel en la movilización y acumulación de grasa, ya que actúa como una capa protectora previniendo la acción de las lipasas, como la lipasa sensible a hormonas, que hidroliza los triglicéridos en glicerol y ácidos grasos en el proceso denominado lipolisis.

## Regulación
La perilipina es fosforilada en 6 residuos serina por la enzima PKA tras el estímulo de receptores ß-adrenérgicos. La perilipina fosforilada sufre cambios conformacionales, exponiendo los triglicéridos acumulados en las gotas lipídicas a la acción de la lipasa sensible a hormonas (HSL).